# Вассенберг
Вассенберг (нем. Wassenberg) — город в Германии, в земле Северный Рейн-Вестфалия.
Подчинён административному округу Кёльн. Входит в состав района Хайнсберг.  Население составляет 17 297 человек (на 31 декабря 2010 года). Занимает площадь 42,41 км². Официальный код  —  05 3 70 036.
Город подразделяется на 6 городских районов.

## Фотографии

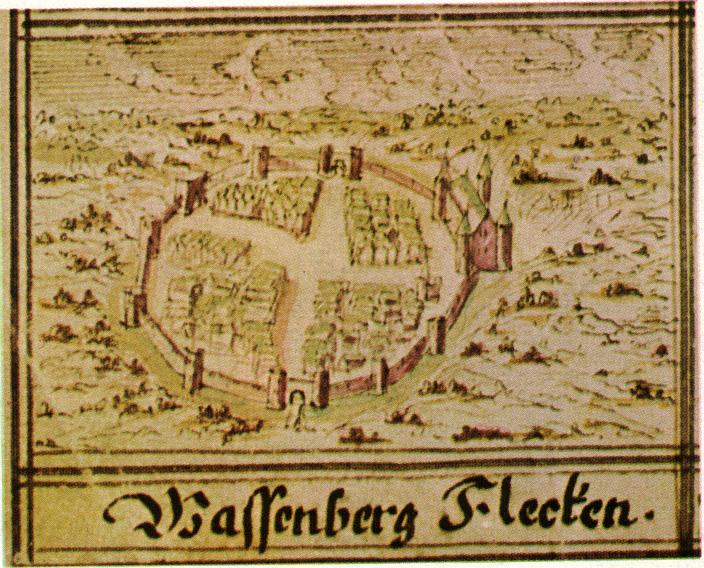
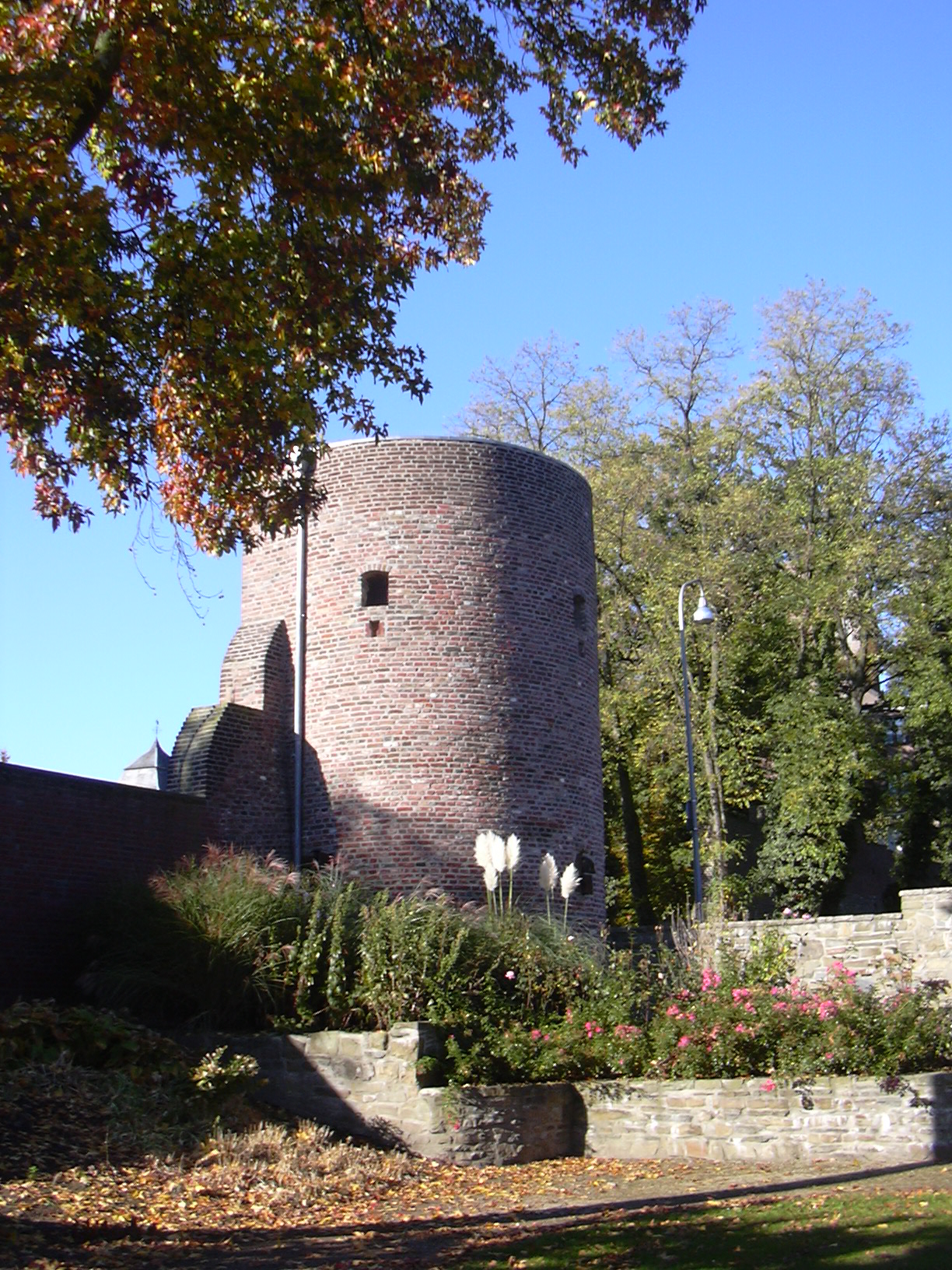
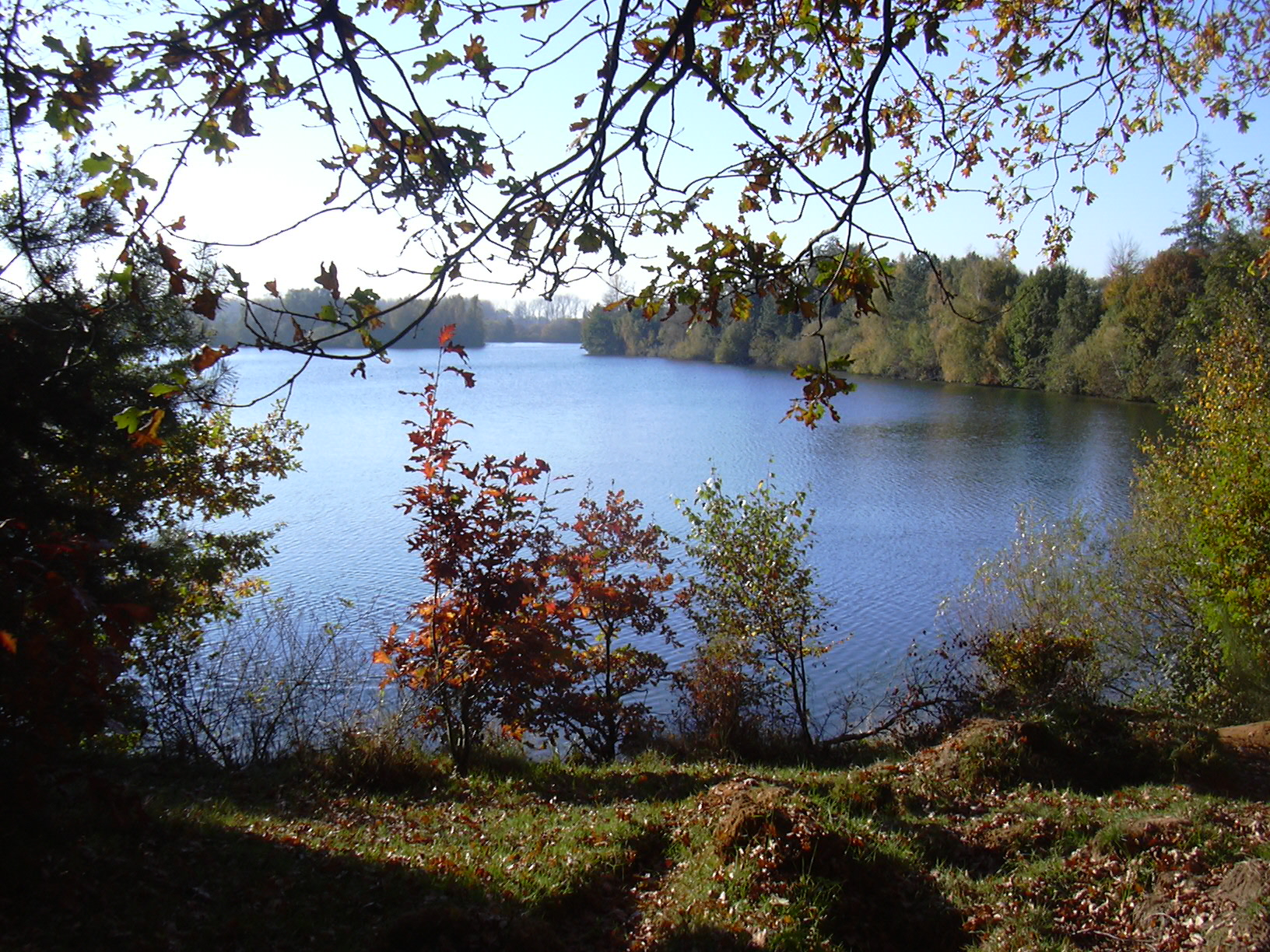